# Hollywood (album de Johnny Hallyday)
Cet article concerne l'album de Johnny Hallyday. Pour l'album de Véronique Sanson, voir Hollywood.
Pour les articles homonymes, voir Hollywood (homonymie).
Albums de Johnny Hallyday
Solitudes à deux
(1978) À partir de maintenant
(1980)
Singles
1. Le bon temps du rock and roll - Tout m'enchaîne
Sortie : 21 février 1979

Hollywood est le 25e album studio de Johnny Hallyday, il est sorti le 30 janvier 1979.
Enregistré à Los Angeles, il est réalisé par Eddie Vartan et Bob Margouleff (en).

## Histoire

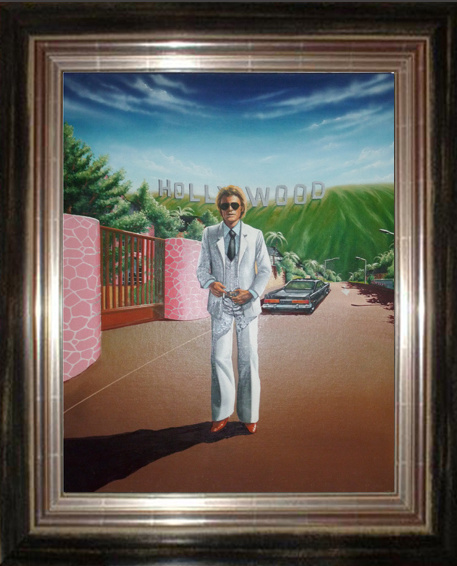
Johnny Hallyday - Illustration de l'album Hollywood (recto)

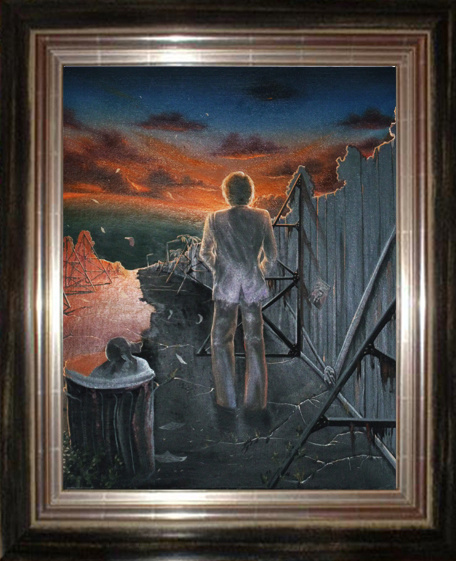
Johnny Hallyday - Illustration de l'album Hollywood (verso)

Hollywood marque le retour de Johnny Hallyday aux États-Unis, pour ce qui est sa 5e étape d'un « voyage discographique » commencé en 1962-1963 à Nashville, précédant celles de Memphis et  Nashville de 1975. Cette fois c'est à Los Angeles qu'il choisit de graver sa voix. 
Ville du soleil et capitale du « 7e art », Hollywood écrit en grosses lettres sur une célèbre colline, c'est un peu comme « Abracadabra », comme « Il était une fois », cela invite aux rêves et à quelques mécomptes aussi. À l'instar de cette pochette dessinée, où côté recto c'est grosse voiture, somptueuse villa, costume blanc, cravate et lunettes de soleil ; tandis que, « revers de la médaille », le verso révèle que tout ce faste, n'est qu'illusion, que décors, qu'apparences et faux semblants.
Hollywood le disque, c'est la musique, le rythme, la voix qui l'emportent sur les paroles, à de rares exceptions prêts, elles ne sont pas l'essentiel ici. Une fois encore on chante l'amour, souvent brisé, rompu mais nullement vaincu, car on nous le chante à « tue-tête », tout vraiment « tout enchaîne à l'amour ».
L'essentiel des titres sont des morceaux rythmés, emplis de punch, de la voix tout en puissance d'Hallyday, tour à tour, entrainante, séduisante. Elle est mise au point et fidélité avec Le bon temps du rock and roll, dialogue de sourds avec Le cœur comme une montagne, pour se faire exercice de vérité avec Fais ce que je dis (pas ce que je fais).
Le bon temps du rock and roll, (reprise d'un titre de Bob Seger), est l'unique tube de l'album. Cette chanson va, au fil des tournées et des spectacles, s'imposer comme un incontournable de Johnny Hallyday.

Sur Le cœur comme une montagne, Johnny se livre à un dialogue sourd et obstiné avec les Chœurs * : 
«  [...] / Elle est folle tu le sais * / Je suis fous aussi / un jour elle partira * / je la suivrai tant pis / elle ne t'aime pas vraiment * / mais je l'aime pour deux / elle est trop belle pour toi * / mais qu'es-ce que ça fait / [...] / j'ai fait ce que j'ai pu, mais j'ai pour elle le cœur comme une montagne... »
Du même côté de la rivière est l'unique ballade de l'album, tandis que T'as le bonjour de l'amour, adaptation d'une chanson de Jimmy Cliff, flirte avec les rythmes reggae ; Comme un voleur est une adaptation musclée d'un titre de Robert Palmer.

La chanson Fais ce que je dis (pas ce que je fais) est une authentique confession du chanteur ; l'exercice est rare et n'a guère comme précédent que le psychédélique et abscons Voyage au pays des vivants de 1969. Sans ambages, Johnny n'épargne aucun des travers d'Hallyday : l'alcool, la « clope » et même d'autres substances beaucoup moins avouables. Il se bouscule, s'engueule, se tourne en dérision et ne s'accorde aucune excuse, pas plus qu'il ne cherche à se justifier. Chanson vérité, sans ambiguïté qui n'a qu'un but, dénoncer, mettre en garde : 
«  [...] / De verres en bouteilles, de nuits blanches sans sommeil / [...] / Ces pilules de toutes les couleurs et la poudre magique, Te font nager dans un bonheur un peu chimique / [...] / Fais ce que je dis, pas ce que je fais [...] / si tu fais comme moi, tu es fou. »
(paroles Michel Mallory, extraits)
En 1981, Johnny Hallyday ira plus loin encore avec Lady Divine (voir l'album En pièces détachées).

## Autour de l'album
Référence originale : 33 tours Philips 9101216
Singles extraits de l'album :
45 Tours : Le bon temps du Rock and Roll - Tout m'enchaîne / sortie le 21 février / Référence : 6172203.
45 Tours Hors-commerce : Le bon temps du Rock and Roll - Dommage / sortie le 27 février / Référence : 6172215
Hollywood, après Rêve et amour (1968) et Hamlet (1976) est la 3e pochette dessinée d'un album de Johnny Hallyday. Elle est réalisée par Patrice Larue.
La chanson Le bon temps du rock and roll est d'abord repérée par Sylvie Vartan. La faisant sienne, Johnny lui « coupa l'herbe sous le pied » (peut-être se souvient-il que), quelques années auparavant, son épouse lui « grilla la politesse » avec le titre Par amour par pitié initialement écrite pour lui.
Après l'album Solitudes à deux, Eddie Vartan est pour la deuxième fois à la réalisation d'un album de Johnny Hallyday.
Nota : Véronique Sanson en 1977, sort un album également nommé Hollywood.

### Rééditions
En 2000, l'opus est réédité en CD : référence 546 979-2
L'album est réédité en vinyle et CD en 2014 : cd 472 341-1 
- Double LP : référence Universal 379443-9 / 11 titres dont l'inédit Elle est vraiment dingue.
- Coffret double CD et DVD : référence Universal 379443-8 :

Le CD1 présente l'album en version originale avec en bonus cinq titres parus en 1979 : Qu'est-ce que tu croyais, C'est mieux ainsi, Toujours là, La fin du voyage, Ma gueule

Le CD2 propose une version remixée de l'album avec les titres en « prises complètes » (d'une durée plus longue donc), ainsi qu'un titre inédit issu des sessions d'enregistrements de l'opus et une version alternative de C'est mieux ainsi (chanson parue en 45 tours en juin 1979).

Le DVD (inédit dans cette version) propose le spectacle joué en 1979 au Pavillon de Paris et diffusé sur TF1 en deux soirées à l'époque.

## Titres
Album original
| 1.  | Le bon temps du rock and roll (Old Time Rock and Roll)               | Michel Mallory (adaptation) | George Jackson, Thomas Earl Jones III | 3 min 09 s |
| 2.  | Tout m'enchaîne (Cryin'Shame)                                        | Michel Mallory (adaptation) | Steve Beckmeier, Steve Berlin         | 3 min 34 s |
| 3.  | Tu n'es pas la seule fille au monde (You Are Only One I Ever Needer) | Michel Mallory (adaptation) | Robbie Patton                         | 3 min 09 s |
| 4.  | Le cœur comme une montagne (Isn't It Time (The Babys song) (en))     | Michel Mallory (adaptation) | Ray Kennedy (en), Jack Conrad         | 3 min 18 s |
| 5.  | Ce que tu as fait de moi                                             | Michel Mallory              | Eddie Vartan, Michel Mallory          | 4 min 12 s |
| 6.  | Fais ce que je dis (pas ce que je fais)                              | Michel Mallory              | Frankie Miller (en)                   | 4 min 14 s |
| 7.  | Dommage (I Need You So Blady)                                        | Michel Mallory (adaptation) | Steve Beckmeier, Fred Beckmeier       | 4 min 14 s |
| 8.  | Comme un voleur (You're Gonna Get What's Coming)                     | Michel Mallory (adaptation) | Robert Palmer                         | 3 min 44 s |
| 9.  | Du même côté de la rivière                                           | Didier Barbelivien          | Didier Barbelivien                    | 2 min 56 s |
| 10. | T'as le bonjour de l'amour (You Can Get It If You Really Want (en))  | Michel Mallory (adaptation) | Jimmy Cliff                           | 4 min 44 s |

Hollywood 2014 : versions "prises complètes", version alternative, titre inédit
| 1.  | Le bon temps du rock and roll (prise complète) (Old Time Rock and Roll)               |                 |                 | 3 min 55 s |
| 2.  | Tout m'enchaîne (prise complète) (Cryin'Shame)                                        |                 |                 | 4 min 45 s |
| 3.  | Tu n'es pas la seule fille au monde (prise complète) (You Are Only One I Ever Needer) |                 |                 | 3 min 53 s |
| 4.  | Le cœur comme une montagne (prise complète) (Isn't It Time)                           |                 |                 | 4 min 42 s |
| 5.  | Ce que tu as fait de moi (prise complète)                                             |                 |                 | 4 min 51 s |
| 6.  | Fais ce que je dis (pas ce que je fais) (prise complète)                              |                 |                 | 4 min 59 s |
| 7.  | Dommage (prise complète) (I Need You So Blady)                                        |                 |                 | 4 min 43 s |
| 8.  | Comme un voleur (prise complète) (You're Gonna Get What's Coming)                     |                 |                 | 4 min 44 s |
| 9.  | Du même côté de la rivière (prise complète)                                           |                 |                 | 3 min 09 s |
| 10. | T'as le bonjour de l'amour (prise complète) (You Can Get It If You Really Want)       |                 |                 | 6 min 35 s |
| 11. | Elle est vraiment dingue (titre inédit)                                               | Michel Mallory  | Eddie Vartan    | 4 min 45 s |
| 12. | C'est mieux ainsi (version alternative)                                               | Pascal Lefebvre | Franck Langolff | 4 min 08 s |

## Musiciens
- Batteries : James Gadson
- Basse : Reggie McBride - Chuck Rainey
- Guitares : Steve Beckmeier - Greg Poree - David T. Walker
- Guitare solo : Steve Beckmeier - Scott Galbraith
- Claviers : William "Smitty" Smith - Greg Phillinganes
- Synthétiseur : Lance Oong
- Percussions : Paulinho Da Costa
- Solo Saxophone : Ernie Watts
- Prise de son et mixage : Bob Margouleff (en) / assisté par Howard Siegel.
- Arrangements : Charles Veal.

Les bases rythmiques ont été enregistrées à Hollywood Sound Recorders, les re-recordings ont été faits à Record Plant, les mixages à Smoke-Tree Studio.

## Classements hebdomadaires
| Classement (2000) | Meilleure position |
| ----------------- | ------------------ |
| France (SNEP)     | 48                 |

| Classement (2014) | Meilleure position |
| ----------------- | ------------------ |
| France (SNEP)     | 29                 |